# Koninklijke Beringen Football Club
Il Koninklijke Beringen Football Club, meglio conosciuto come Beringen, era una società di calcio belga, con sede a Beringen.
Nella sua storia il Beringen ha partecipato in venticinque occasioni al massimo campionato belga.

## Storia
Il club venne fondato nel 1924 come Cercle Sportif Kleine Heide, cambiando nome già l'anno seguente in Beeringen Football Club dopo l'affiliazione alla URBSFA-KBVB con la matricola 522, denominazione che manterrà sino al 1947, divenendo Beringen Football Club.
Nel 1944 il club accede alla seconda serie, che però giocherà effettivamente solo dopo il termine della seconda guerra mondiale. Nel 1947 modificherà il nome in Beringen, che manterrà sino al 1952 riadottando la doppia e. Nel 1950 accede per la prima volta al massimo campionato belga, categoria che perderà già al termine della Division d'Honneur 1950-1951, chiusa al penultimo posto. Dal 1951 la squadra poté fregiarsi del titolo onorifico di Koninklijk, concesso dal sovrano Baldovino del Belgio. Ritornò nella massima serie nella stagione 1952-1953, chiusa al sedicesimo ed ultimo posto.
Torna nella massima serie nella stagione 1955-1956, conclusasi al tredicesimo posto, sufficiente per la salvezza. La massima divisione sarà però persa al termine della Division I 1956-1957. Torna ancora per un biennio in massima serie tra 1958-1960.
Dopo questo periodo di saliscendi, il Beeringen riuscì tra il 1962 al 1970 a rimanere stabilmente nella massima serie belga, ottenendo anche un prestigioso secondo posto nella Division I 1963-1964, separato da quattro punti dai campioni dell'Anderlecht.
Dopo un biennio nella serie cadetta, il club, che nel frattempo, nel 1972, la squadra riprese nuovamente il nome in Beringen tornò stabilmente a militare nella massima serie, restandovi dal 1972 al 1982, senza però ottenere risultati di rilievo ma vide ben due suoi giocatori, Wilfried Van Moer e Jos Heyligen convocati nella nazionale belga per il Campionato europeo di calcio 1980, conclusosi per i diavoli rossi al secondo posto finale. Dopo un'ulteriore stagione in massima serie, la 1983-1984, conclusasi all'ultimo posto, il club incorse in sempre peggiori risultati che la portarono a militare tra i dilettanti.
Nel 2002 il club si fonderà con il K. VV Vigor Beringen per dare origine al KVK Beringen.